# Campeonato Bielorrusso de Futebol de 2023 – Primeira Divisão
A Primeira Divisão do Campeonato Bielorrusso de Futebol de 2023, também conhecida como Premier League Bielorrussa de 2023, é a 33.ª temporada da Premier League Bielorrussa, campeonato de clubes equivalente à primeira divisão do futebol bielorrusso.
15 clubes participam da temporada, que começou em 17 de março de 2023 e tem término previsto para dezembro do mesmo ano. O certame é organizado e dirigido pela Federação de Futebol da Bielorrússia (BFF; em bielorrusso: Беларуская Федэрацыя Футбола).

## Regulamento
A Primeira Divisão do Campeonato Bielorrusso terá 15 equipes disputando o título no sistema de pontos corridos. Cada time fará 28 jogos divididos em dois turnos (turno e returno), sendo 14 jogos como mandante e outros 14 como visitante. O campeão será a agremiação que fizer mais pontos ao fim do campeonato. O 14º colocado disputa o playoff do rebaixamento (ida e volta), enquanto o último colocado será rebaixado para a Segunda Divisão do Campeonato Bielorrusso de 2024.

### Vagas para outras competições
A classificação de clubes às competições da UEFA de 2024–25 (Liga dos Campeões, Liga Europa e Liga Conferência) observará as situações abaixo identificadas, considerando as vagas previstas: 
1. O campeão da Premier League Bielorrussa se classifica para a primeira pré-eliminatória da Liga dos Campeões;
2. O vice-campeão e terceiro colocado garantem vagas na primeira pré-eliminatória da Liga Conferência Europa.[6]

### Critérios de desempate
Em caso de empate em pontos ganhos entre 2 (dois) ou mais clubes, o desempate, para efeito de classificação final, será efetuado observando-se os critérios abaixo:
1. Pontos no confronto direto;
2. Saldo de gols no confronto direto;
3. Gols pró (marcados) no confronto direto;
4. Saldo de gols;
5. Vitórias;
6. Gols pró (marcados).[6]

## Classificação
| Pos | Equipe                | Pts | J  | V  | E | D  | GP | GC | SG  | Classificação                                       |
| --- | --------------------- | --- | -- | -- | - | -- | -- | -- | --- | --------------------------------------------------- |
| 1   | Dinamo Minsk          | 36  | 16 | 11 | 3 | 2  | 39 | 15 | +24 | Primeira pré-eliminatória da Liga dos Campeões      |
| 2   | Neman Grodno          | 32  | 14 | 10 | 2 | 2  | 24 | 7  | +17 | Segunda pré-eliminatória da Liga Conferência Europa |
| 3   | Torpedo-BelAZ Zhodino | 29  | 17 | 7  | 8 | 2  | 22 | 11 | +11 | Segunda pré-eliminatória da Liga Conferência Europa |
| 4   | Isloch Minsk Raion    | 27  | 17 | 8  | 3 | 6  | 21 | 18 | +3  |                                                     |
| 5   | Slavia-Mozyr          | 25  | 16 | 7  | 4 | 5  | 18 | 15 | +3  |                                                     |
| 6   | Slutsk                | 22  | 16 | 6  | 4 | 6  | 19 | 18 | +1  |                                                     |
| 7   | BATE Borisov          | 22  | 14 | 6  | 4 | 4  | 20 | 14 | +6  |                                                     |
| 8   | Gomel                 | 20  | 15 | 5  | 5 | 5  | 23 | 29 | −6  |                                                     |
| 9   | Minsk                 | 18  | 16 | 4  | 6 | 6  | 13 | 14 | −1  |                                                     |
| 10  | Smorgon               | 16  | 17 | 5  | 1 | 11 | 16 | 31 | −15 |                                                     |
| 11  | Dinamo Brest          | 13  | 16 | 4  | 1 | 11 | 14 | 26 | −12 |                                                     |
| 12  | Naftan Novopolotsk    | 12  | 17 | 3  | 3 | 11 | 14 | 29 | −15 |                                                     |
| 13  | Belshyna Babruisk     | 2   | 16 | 3  | 4 | 9  | 13 | 30 | −17 |                                                     |
| 14  | Shakhtyor Salihorsk   | −5  | 15 | 9  | 3 | 3  | 28 | 15 | +13 | Play-offs contra o rebaixamento                     |
| 15  | Energetik-BGU Minsk   | −9  | 16 | 3  | 5 | 8  | 7  | 19 | −12 | Rebaixado para a segunda divisão de 2024            |

1. ↑  O Belshina Bobruisk perdeu 11 pontos na temporada de 2023 como resultado de um escândalo de manipulação de resultados.[7]
2. ↑  O Shakhtyor Soligorsk perdeu 35 pontos para a temporada de 2023 como resultado de um escândalo de manipulação de resultados.[7]
3. ↑  O Energetik-BGU Minsk perdeu 23 pontos para 2023 como resultado de um escândalo de manipulação de resultados.[7]